# Xã Richland, Quận Yell, Arkansas
Xã Richland (tiếng Anh: Richland Township) là một xã thuộc quận Yell, tiểu bang Arkansas, Hoa Kỳ. Năm 2010, dân số của xã này là 246 người.